# Gran Premio motociclistico di Svizzera 1951
Il Gran Premio motociclistico di Svizzera fu il secondo appuntamento del motomondiale 1951.
Si svolse il 26 e 27 maggio 1951 sul Circuito di Bremgarten a Berna, in concomitanza con il GP di Formula 1. In programma le gare delle classi 250 (alla prima prova stagionale), 350, 500 e sidecar (250 e 350 si svolsero il 26, 500 e sidecar il 27).
Le gare furono vinte da Dario Ambrosini (250), Leslie Graham (350), Fergus Anderson (500) e Ercole Frigerio (sidecar). Si svolse anche una gara non iridata per i sidecar 750 cc, vinta da Hans Haldemann.

## Classe 500

### Arrivati al traguardo
| Pos. | Pilota            | Moto       | Tempo         | Punti |
| ---- | ----------------- | ---------- | ------------- | ----- |
| 1    | Fergus Anderson   | Moto Guzzi | 1h 34' 44" 21 | 8     |
| 2    | Reg Armstrong     | AJS        | +1' 47" 93    | 6     |
| 3    | Enrico Lorenzetti | Moto Guzzi | +2' 07" 49    | 4     |
| 4    | Carlo Bandirola   | MV Agusta  | +2' 27" 45    | 3     |
| 5    | Benoît Musy       | Moto Guzzi | +1 giro       | 2     |
| 6    | Willy Lips        | Norton     | +2 giri       | 1     |
| 7    | Hans Baltisberger | Norton     | +3 giri       |       |
| 8    | Max Forster       | Gilera     | +4 giri       |       |
| 9    | Väinö Hollming    | Moto Guzzi | +4 giri       |       |
| 10   | Sid Mason         | Norton     | +5 giri       |       |
| 11   | Tommy Wood        | Norton     | +5 giri       |       |
| 12   | Alex Mayer        | Norton     | +5 giri       |       |

### Ritirati
| Pilota            | Moto      | Motivo ritiro |
| ----------------- | --------- | ------------- |
| Elio Scopigno     | n.d.      |               |
| Nello Pagani      | Gilera    |               |
| Bruno Bertacchini | MV Agusta |               |
| Arciso Artesiani  | MV Agusta |               |
| Alfredo Milani    | Gilera    |               |
| Geoff Duke        | Norton    | accensione    |
| Georges Cordey    | Norton    |               |

## Classe 350
24 piloti alla partenza, 14 al traguardo.

### Arrivati al traguardo
| Pos. | Pilota             | Moto      | Tempo         | Punti |
| ---- | ------------------ | --------- | ------------- | ----- |
| 1    | Leslie Graham      | Velocette | 1h 10' 48" 53 | 8     |
| 2    | Cecil Sandford     | Velocette | +1' 18" 57    | 6     |
| 3    | Reg Armstrong      | AJS       | +1' 48" 55    | 4     |
| 4    | Paul Fuhrer        | Velocette | +1 giro       | 3     |
| 5    | Sid Mason          | Velocette | +1 giro       | 2     |
| 6    | Leonhardt Faßl     | AJS       | +1 giro       | 1     |
| 7    | Hans Baltisberger  | AJS       | + 2 giri      |       |
| 8    | Werner Mazanec     | AJS       | + 2 giri      |       |
| 9    | Herbert Läderach   | AJS       | + 2 giri      |       |
| 10   | Edmund Läderach    | Norton    | + 2 giri      |       |
| 11   | Väinö Hollming     | Velocette | + 3 giri      |       |
| 12   | Helmut Volzwinkler | Norton    | + 4 giri      |       |
| 13   | Heinrich Stamm     | Velocette | + 4 giri      |       |
| 14   | Jenkinson          | Norton    | + 4 giri      |       |

### Ritirati
| Pilota         | Moto      | Motivo ritiro           |
| -------------- | --------- | ----------------------- |
| Fearnhead      | n.d.      | incidente               |
| Wieck          | n.d.      | incidente               |
| Geoffrey Duke  | Norton    | motore                  |
| Georges Cordey | Norton    | problemi al carburatore |
| Ernie Thomas   | n.d.      | motore                  |
| Tommy Wood     | Velocette | motore                  |

## Classe 250
16 piloti alla partenza, 12 al traguardo.

### Arrivati al traguardo
| Pos | Pilota                 | Moto        | Tempo         | Punti |
| --- | ---------------------- | ----------- | ------------- | ----- |
| 1   | Dario Ambrosini        | Benelli     | 1h 05' 32" 08 | 8     |
| 2   | Bruno Ruffo            | Moto Guzzi  | +1' 10" 86    | 6     |
| 3   | Gianni Leoni           | Moto Guzzi  | +3' 00" 33    | 4     |
| 4   | Benoît Musy            | Moto Guzzi  | +3' 50" 25    | 3     |
| 5   | Cecil Sandford         | Velocette   | + 1 giro      | 2     |
| 6   | Nino Grieco            | Parilla     | + 2 giri      | 1     |
| 7   | Heinrich Steffan       | Parilla     | + 3 giri      |       |
| 8   | Alano Montanari        | Moto Guzzi  | + 3 giri      |       |
| 9   | Hans Haldemann         | Parilla     | + 4 giri      |       |
| 10  | Carlo Bellotti         | Moto Guzzi  | + 4 giri      |       |
| 11  | Robert Thiery          | Monet-Goyon | + 5 giri      |       |
| 12  | Heinrich Thorn-Prikker | Moto Guzzi  | + 6 giri      |       |

### Ritirati
| Pilota | Moto | Motivo ritiro |
| ------ | ---- | ------------- |
| Vinatz | n.d. |               |

## Classe sidecar
22 equipaggi alla partenza.

### Arrivati al traguardo
| Pos | Pilota          | Passeggero        | Moto            | Tempo         | Punti |
| --- | --------------- | ----------------- | --------------- | ------------- | ----- |
| 1   | Ercole Frigerio | Ezio Ricotti      | Gilera          | 1h 01' 27" 60 | 8     |
| 2   | Albino Milani   | Giuseppe Pizzocri | Gilera          | +2' 03" 64    | 6     |
| 3   | Ernesto Merlo   | Dino Magri        | Gilera          | +2' 56" 41    | 4     |
| 4   | Marcel Masuy    | Denis Jenkinson   | Norton          | +3' 51" 90    | 3     |
| 5   | Eric Oliver     | Lorenzo Dobelli   | Norton          | +1 giro       | 2     |
| 6   | Giuseppe Carrù  | Carlo Musso       | Carrù           | +1 giro       | 1     |
| 7   | Jakob Keller    | Gianfranco Zanzi  | Gilera-Eigenbau | +1 giro       |       |
| 8   | Luigi Marcelli  | n.d.              | Gilera          | +1 giro       |       |
| 9   | Henry Meuwly    | n.d.              | Gilera          | +1 giro       |       |
| 10  | Hans Stamm      | n.d.              | Norton          | +1 giro       |       |
| 11  | Renato Prati    | Marino Saguato    | Moto Guzzi      | +2 giri       |       |
| 12  | Franz Vassen    | n.d.              | Norton          | +2 giri       |       |
| 13  | Carlo Vittone   | n.d.              | Carrù           | +4 giri       |       |